# Cisternes-la-Forêt
Cisternes-la-Forêt är en kommun i departementet Puy-de-Dôme i regionen Auvergne-Rhône-Alpes i centrala Frankrike. Kommunen ligger i kantonen Pontgibaud som tillhör arrondissementet Riom. År 2022 hade Cisternes-la-Forêt 450 invånare.

## Befolkningsutveckling
Antalet invånare i kommunen Cisternes-la-Forêt
| Referens: INSEE |